# کلی هیل (آلاباما)
کلی هیل (به انگلیسی: Clay Hill) یک منطقهٔ مسکونی در ایالات متحده آمریکا است که در شهرستان مرنگو، آلاباما واقع شده‌است. کلی هیل ۸۶٫۸۷ متر بالاتر از سطح دریا واقع شده‌است.